# Göran Högosta
Göran Högosta (* 15. April 1954 in Äppelbo) ist ein schwedischer Eishockeytorwart, dessen größter Erfolg die Silbermedaille bei der Eishockey-Weltmeisterschaft 1977 mit der schwedischen Eishockeynationalmannschaft war. Nicht zuletzt durch seine Leistungen bei zwei Siegen der Schweden gegen die Auswahl der Sowjetunion in Wien wurde er zudem als bester Torwart des Turniers ausgezeichnet.

## Karriere
Högosta startete seine Profikarriere 1971 beim Klub IF Tunabro in Borlänge. Von 1974 bis 1976 spielte er bei Leksands IF und konnte sich als einer der besten Torhüter der Liga etablieren, was ihm die Nominierung für die Nationalmannschaft einbrachte. 1977 wechselte Göran Högosta zu den Fort Worth Texans, ein Jahr später zu den Hershey Bears in die American Hockey League. Weitere Stationen waren die New York Islanders, ein weiteres Jahr im Klub Fort Worth Texans und schließlich die Québec Nordiques, ehe er zu Beginn der Saison 1980/1981 in die schwedische Liga zurückkehrte. Hier spielte er vier Jahre beim Västra Frölunda HC. Nach einer Saison beim Falu IF beendete er nach der Saison 1986/1987 seine Karriere bei Leksands IF, mit denen er zwölf Jahre zuvor schon Schwedischer Meister wurde.
Göran Högosta arbeitet heute als Verkaufsleiter beim Farbenhersteller Herdins in Falun.

### International
Neben der Eishockey-Weltmeisterschaft 1977 nahm Högosta an den Weltmeisterschaften 1975 (Bronze), 1976 (Bronze) und 1978 (4. Platz) als Stammtorhüter teil.

## Erfolge und Auszeichnungen
- 1975 Schwedischer Meister mit Leksands IF
- 1976 Schwedisches All-Star-Team
- 1977 Schwedisches All-Star-Team
- 1978 Schwedisches All-Star-Team

### International
- 1973 Bester Torhüter der Junioren-Europameisterschaft
- 1976 Bronzemedaille bei der Weltmeisterschaft
- 1977 Silbermedaille bei der Weltmeisterschaft
- 1977 Bester Torhüter der Weltmeisterschaft
- 1977 All-Star-Team der Weltmeisterschaft